# Centro de Comercio Internacional (organismo internacional)
El International Trade Centre (ITC; «Centro de Comercio Internacional») es un organismo internacional impulsado de manera conjunta por la Organización de las Naciones Unidas (ONU) y la Organización Mundial del Comercio (OMC).
Persigue acelerar el crecimiento económico de países en vías de desarrollo fortaleciendo la competitividad de sus negocios en los mercados globales, en paralelo la consecución de los objetivos de desarrollo sostenible de la ONU .
Tiene su sede en Ginebra (Suiza).
Creado desde 1968 por el Acuerdo General sobre Aranceles Aduaneros y Comercio (GATT), en 1968 pasó a estar operado conjuntamente por el GATT/OMC y la ONU/CNUCYD.